# Stefan Wolpe
Stefan Wolpe (Berlín, actual Alemania, 25 de agosto de 1902 - Nueva York, 4 de abril de 1972) fue un compositor de origen alemán.

## Primeros años
Nacido en Berlín el 25 de agosto de 1902, ingresó en el conservatorio a la edad de 14 años. Estudió composición con Franz Schreker y Ferruccio Busoni. Frecuentó también la Bauhaus y a los dadaístas, musicando el poema Anna Blume de Kurt Schwitters.

## Etapa alemana
Entre 1929 y 1933, escribió música atonal, utilizando el dodecafonismo de Arnold Schönberg. A pesar de ello, probablemente influenciado por el pensamiento de Paul Hindemith acerca de la función social de la música (Gebrauchsmusik) y por sus propias convicciones socialistas, escribió un cierto número de obras para los sindicatos obreros y los grupos de teatro comunistas de su país, para lo que simplificó su estilo, incluyendo en el mismo elementos del jazz y de la música popular. Sus canciones rivalizaron en éxito con las de Hanns Eisler.

## Huida y exilio durante la Segunda Guerra Mundial
En 1933, con la llegada del nazismo al poder en Alemania, Wolpe, judío y comunista, huyó del país a través de Rumanía y Rusia, instalándose en Austria en 1933-1934, donde conoció a Anton Webern, con el que estudió. Desde 1934 hasta 1938, viajó a Palestina, donde escribió sencillas canciones para los trabajadores de los kibutz. Las composiciones que realiza en esta época para grandes conciertos se convierten, cada vez más, en complejas y atonales. Ello explica en parte la no renovación de su contrato para el año 1938-1939.

## Etapa americana
En 1938, Wolpe se traslada a Nueva York, donde se relaciona en el curso de la década de 1950 con los pintores del expresionismo abstracto. Desde 1952 y hasta 1956, dirige el departamento de música del Black Mountain College, regresando a sus labores de docencia a Darmstadt durante los veranos. Entre sus alumnos se encuentran Morton Feldman, Ralph Shapey, David Tudor y Charles Wuorinen.
Las composiciones de este periodo son dodecafónicas, diatónicas, construidas a partir de las escalas musicales árabes (como la maqam saba) que había escuchado en Palestina y otros modos de organización tonal. A pesar de su radicalismo, su obra no alcanzó nunca el puntillismo de compositores como Pierre Boulez, prefiriendo emplear frases en lugar de la expresividad más convencional.
Aquejado del mal de Parkinson desde 1964, falleció en Nueva York en 1972.

### Para escuchar
- Auditorio de la Tate Modern
- Tres obras de Stefan Wolpe

- Datos: Q213905
- Multimedia: Stefan Wolpe / Q213905